# Victor Olson
Pour les articles homonymes, voir Victor et Olson.
Ivan Victor Olson, né le 4 août 1924 et décédé le 22 juin 2007, est un peintre et illustrateur américain.

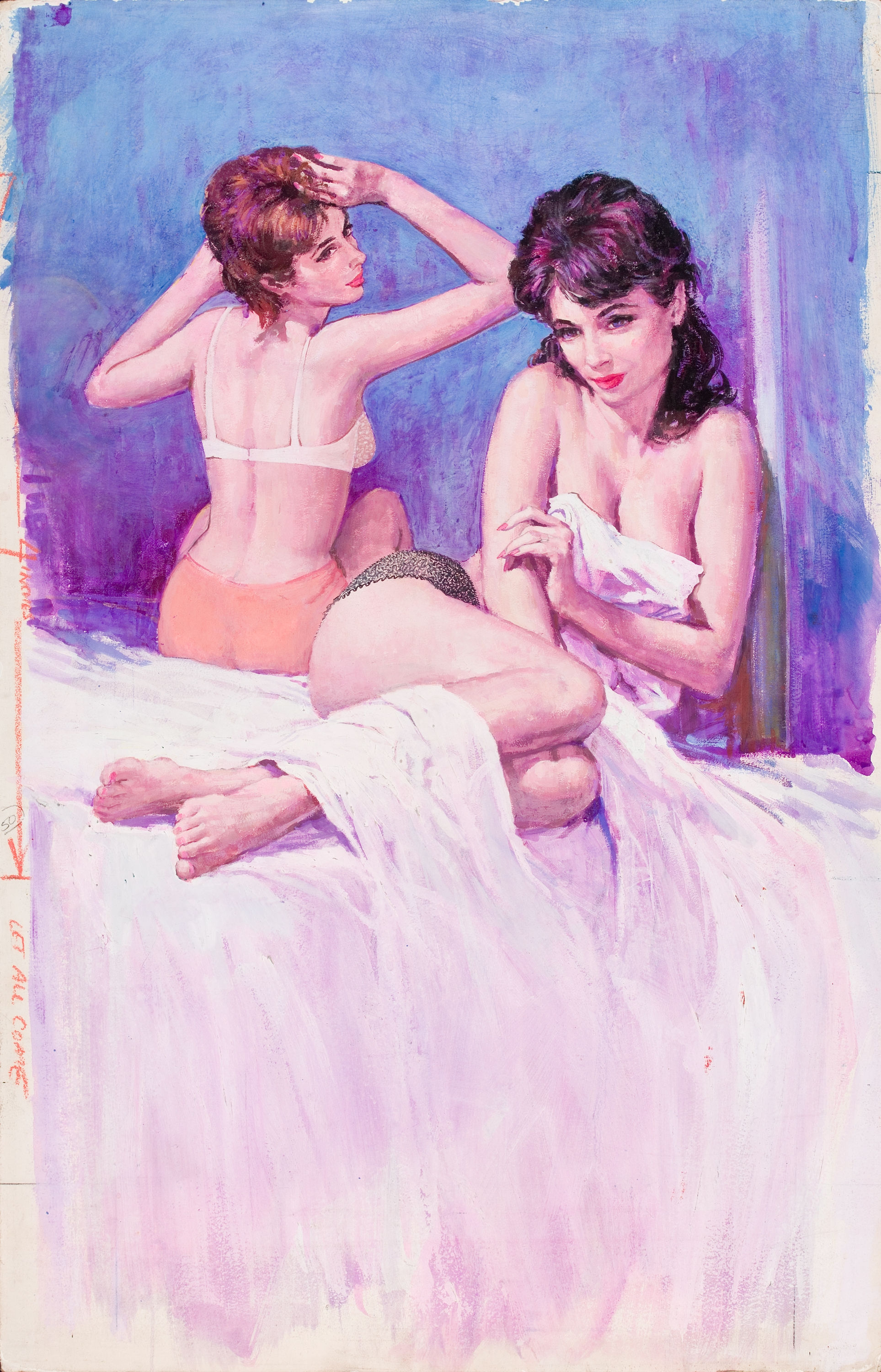
The Shadowy Sex (Victor Olson, 1963)

## Biographie
Victor Olson est originaire de Redding dans le Connecticut. 
Il a fait de nombreuses illustrations pour magazines (Pulp magazine, Lesbian pulp fiction...) ainsi que de nombreuses couvertures de livres pour des éditeurs comme Doubleday, Avon Books, MacFadden Books (en), Bantam Books et Monarch Books.